# 松下裕
松下 裕（まつした ゆたか、1930年9月5日 - 2020年8月17日）は、日本のロシア文学の翻訳家、文芸評論家。

## 略歴
朝鮮鎮南浦府生まれ。早稲田大学文学部露文科卒業。
19世紀から20世紀のロシア文学研究者として、チェーホフ作品を翻訳。
中野重治研究、二度の『中野重治全集』編集・校訂もおこなった。
1998年、「評伝中野重治」で第7回やまなし文学賞受賞。

## 著書
- 『日本の十大古典』（筑摩書房） 1991
- 『チェーホフの光と影』（筑摩書房） 1997.4
- 『評伝中野重治』（筑摩書房） 1998.10／平凡社ライブラリー（増訂版） 2011.5
- 『ロシアの十大作家』（水声社） 2004

### 編著
- 中野重治『敗戦前日記』（中央公論社） 1994
- 『中野重治全集 別巻』定本版（全28巻、筑摩書房） 1998。オンデマンド版2016
- 『中野重治は語る』（平凡社ライブラリー） 2002
- 『中野重治書簡集』（竹内栄美子共編、平凡社） 2012

## 翻訳
- 『回想のドストエフスキー』上・下（アンナ・ドストエフスカヤ、筑摩書房、筑摩叢書） 1973 - 1974、再版1979
  - 改訳『回想のドストエフスキー』全2巻（みすず書房、みすずライブラリー） 1999
- 『コン・チキ号とわたし』（エリク・ヘッセルベルグ、文化出版局） 1980.5。児童向け
- 『ヴォルガの舟ひき』（イリヤー・レーピン、中央公論社） 1986、中公文庫 1991
- 『本のための生涯』（イワン・スイチン、図書出版社） 1991
- 『評伝ドストエフスキー』（コンスタンチン・モチューリスキー、松下恭子共訳、筑摩書房） 2000

### アントン・チェーホフ
- 『子どもたち / 曠野』（アントン・チェーホフ、麦秋社） 1985.5
- 『幸福 / 谷間』（チェーホフ、麦秋社） 1986.11
- 『チェーホフ戯曲選』（チェーホフ、水声社） 2004.9
- 『チェーホフ小説選』（チェーホフ、水声社） 2004.9
- 『チェーホフ・ユモレスカ』1・2・3（チェーホフ、新潮社） 2006 - 2008。新潮文庫（1・2） 2008 - 2009
- 『子どもたち / 曠野 他十篇』（チェーホフ、岩波文庫） 2009
- 『ともしび / 谷間 他七篇』（チェーホフ、岩波文庫） 2009
- 『六号病棟 / 退屈な話 他五篇』（チェーホフ、岩波文庫） 2009
- 『郊外の一日 新チェーホフ・ユモレスカ（1）』（チェーホフ、中公文庫） 2015 - 『チェーホフ・ユモレスカ（3）』を文庫化
- 『結婚披露宴 新チェーホフ・ユモレスカ（2）』（チェーホフ、中公文庫） 2015

#### チェーホフ全集（単行版）
- 『チェーホフ全集01 - 喜び、悲しみ』、各・筑摩書房（1987 - 1988）
  - 「学のある隣人への手紙」
  - 「タチヤーナ・レーピナ」
  - 「森の精」
  - 「父なし子」
  - 「街道すじ」
  - 「下士官プリシベーエフ」
  - 「子守歌」
  - 「安全マッチ」
  - ほか33編

- 『チェーホフ全集02 - 不幸、幸福』
  - 「いたずら」
  - 「アガーフィヤ」
  - 「パリへ! 悪夢」
  - 「コーラス・ガール」
  - 「不幸」
  - 「ピンク・ストッキング」
  - 「事件」
  - 「美術品」
  - 「ワーニカ」
  - 「敵」
  - 「ヴェーロチカ」
  - 「家で」
  - 「あたりくじ」
  - 「チフス」
  - 「幸福」
  - 「ドラマ」
  - 「めでたしめでたし」
  - 「牧笛」
  - 「脱走者」
  - 「少年たち」
  - 「カシタンカ」
  - 「眠い」

- 『チェーホフ全集03 - 曠野 / ともしび』 
  - 「曠野 - ある旅の物語」
  - 「ともしび」
  - 「不愉快」
  - 「美女」

- 『チェーホフ全集04 - 発作 / 退屈な話』
  - 「名の日の祝い」
  - 「発作」
  - 「靴屋と悪魔」
  - 「賭け」
  - 「公爵夫人」
  - 「やむをえぬ申請書」
  - 「退屈な話 - ある老人の手記から」
  - 「盗賊たち」
  - 「グーセフ」

- 『チェーホフ全集05 - 決闘 / 気まぐれ女』
  - 「女たち」
  - 「決闘」
  - 「妻」
  - 「モスクワで」
  - 「気まぐれ女」

- 『チェーホフ全集06 - 六号室 / 無名氏の話』 
  - 「芝居がはねて」
  - 「断章」
  - 「ある商店の歴史」
  - 「老教師の手帳から」
  - 「流刑地で」
  - 「魚の恋」
  - 「隣人たち」
  - 「六号室」
  - 「恐れ - わが友の話」
  - 「無名氏の話」
  - 「大ヴォロージャと小ヴォロージャ」

- 『チェーホフ全集07 - 女の王国 / 三年』 
  - 「黒衣の僧」
  - 「女の王国」
  - 「ロスチャイルドのヴァイオリン」
  - 「学生」
  - 「国語の教師」
  - 「地主屋敷で」
  - 「園丁頭の話」
  - 「三年」

- 『チェーホフ全集08 - 中二階のある家 / わが生活』
  - 「つれあい」
  - 「白でこ坊」
  - 「アリアードナ」
  - 「殺人」
  - 「頸にかけたアンナ」
  - 「中二階のある家 - ある画家の話」
  - 「わが生活 - ある田舎びとの話」

- 『チェーホフ全集09 - 百姓たち / 恋について』
  - 「百姓たち」
  - 「生まれ故郷で」
  - 「ペチェネーグ人」
  - 「荷馬車で」
  - 「知人のところで」
  - 「イオーヌイチ」
  - 「箱にはいった男」
  - 「すぐり」
  - 「恋について」
  - 「往診中のこと」

- 『チェーホフ全集10 - かわいい女 / 谷間』
  - 「役目がら」
  - 「かわいい女」
  - 「新しい別荘」
  - 「犬をつれた奥さん」
  - 「谷間」
  - 「クリスマス週間」
  - 「僧正」
  - 「いいなずけ」

- 『チェーホフ全集11 - 白鳥の歌 / かもめ』
  - 「白鳥の歌」
  - 「熊」
  - 「結婚申しこみ」
  - 「イワーノフ」
  - 「心ならずも悲劇の人に - 別荘生活から」
  - 「披露宴」
  - 「創立記念祭」
  - 「かもめ」

- 『チェーホフ全集12 - 三人姉妹 / 桜の園』 
  - 「ワーニャおじさん」
  - 「三人姉妹」
  - 「タバコの害について」
  - 「桜の園」

#### チェーホフ全集（新編文庫版）
- 『チェーホフ全集01 - 遅れ咲きの花々 / 喜び』各・ちくま文庫（1993 - 1994）
  - 「学のある隣人への手紙」
  - ほか26編

- 『チェーホフ全集02 - 狩場の悲劇 / 悪党』
  - 「安全マッチ」
  - ほか27編

- 『チェーホフ全集03 - 子どもたち / 聖夜』
  - 「下士官プリシベーエフ」
  - ほか41編

- 『チェーホフ全集04 - 幸福 / くちづけ』
  - 「敵」
  - ほか38編

- 『チェーホフ全集05』
  - 「曠野」
  - 「ともしび」
  - 「不愉快」
  - 「美女」
  - 「名の日の祝い」
  - 「発作」
  - 「靴屋と悪魔」
  - 「賭け」
  - 「公爵夫人」
  - 「やむをえぬ申請書」
  - 「退屈な話」
  - 「盗賊たち」
  - 「グーセフ」
  - 「女たち」

- 『チェーホフ全集06』
  - 「決闘」
  - 「妻」
  - 「モスクワで」
  - 「気まぐれ女」
  - 「芝居がはねて」
  - 「断章」
  - 「ある商店の歴史」
  - 「老教師の手帳から」
  - 「流刑地で」
  - 「魚の恋」
  - 「隣人たち」
  - 「六号室」
  - 「恐れ」
  - 「無名氏の話」

- 『チェーホフ全集07』
  - 「大ヴォロージャと小ヴォロージャ」
  - 「黒衣の僧」
  - 「女の王国」
  - 「ロスチャイルドのヴァイオリン」
  - 「学生」
  - 「国語の教師」
  - 「地主屋敷で」
  - 「園丁頭の話」
  - 「三年」
  - 「つれあい」
  - 「白でこ坊」
  - 「アリアードナ」
  - 「殺人」
  - 「頸にかけたアンナ」
  - 「中二階のある家」

- 『チェーホフ全集08』
  - 「わが生活」
  - 「百姓たち」
  - 「生まれ故郷で」
  - 「ペチェネーグ人」
  - 「荷馬車で」
  - 「知人のところで」
  - 「イオーヌイチ」
  - 「箱にはいった男」
  - 「すぐり」
  - 「恋について」
  - 「往診中のこと」
  - 「役目がら」
  - 「かわいい女」
  - 「新しい別荘」
  - 「犬をつれた奥さん」
  - 「谷間」
  - 「クリスマス週間」
  - 「僧正」
  - 「いいなずけ」

- 『チェーホフ全集09 - 父なし子 / 白鳥の歌』
  - 「父なし子」
  - 「街道すじ」
  - 「白鳥の歌」
  - 「イワーノフ」

- 『チェーホフ全集10 - 熊 / 結婚申しこみ』
  - 「熊」
  - 「結婚申しこみ」
  - 「イワーノフ」
  - 「タチヤーナ・レーピナ」
  - 「心ならずも悲劇の人に」
  - 「結婚披露宴」
  - 「森の精」
  - 「創立記念祭」

- 『チェーホフ全集11 - 三人姉妹 / 桜の園』
  - 「かもめ」
  - 「ワーニャおじさん」
  - 「三人姉妹」
  - 「タバコの害について」
  - 「桜の園」

- 『チェーホフ全集12 - シベリアの旅 / サハリン島』
  - 「シベリアの旅」
  - 「サハリン島」